# Global Champions Tour 2021
Die Global Champions Tour 2021 war die 15. Saison der Global Champions Tour, einer internationalen Turnierserie. Sie gilt als eine der wichtigsten Serien im Springreiten. Parallel zur Global Champions Tour wurde zum fünften Mal eine weitere Prüfungsserie, der Mannschaftswettbewerb Global Champions League 2021, ausgetragen. Beide Serien sind von der FEI anerkannte Turnierserien.
Namenssponsor und Zeitmesser der Global Champions Tour (GCT) war Longines, die Saison trug den Namen Longines Global Champions Tour 2021.

## Ablauf der Turnierserien
Nachdem die 15. Saison 2020 ausgesetzt und auf das Jahr 2021 verschoben worden war, startete sie auch im Jahr 2021 unter besonderen Vorzeichen. Als Nachwirkung eines großen Ausbruchs des Equinen Herpesvirus 1 (EHV-1) im Februar/März 2021, der den Turniersport im März 2021 in Europa völlig zum Erliegen brachte, verlangte die FEI ebenso aufwändige Hygienekonzepte für die Pferde bei den Turnieren. Einschränkungen bei den Zuschauerzahlen aufgrund der COVID-19-Pandemie trafen die Global Champions Tour / Global Champions League weniger als andere Turnierserien, da die Serien und ihre Turniere mit „Pay Cards“ und Teilnahmegebühren für die Teams der Global Champions League über andere starke Einnahmequellen als nur Eintrittskartenkäufe und normale Sponsoreneinnahmen verfügten.
Die Saison umfasste 15 Etappen. Das Turnier von Cannes wurde durch eine weitere (zweite) Etappe in Valkenswaard ersetzt, da sich die Veranstalter von Cannes nicht in der Lage sahen, die geforderten Corona-Schutzvorgaben umzusetzen. Ersatz für das Turnier in Mexiko-Stadt war ein zweites Turnier in Rom, so dass in der italienischen Hauptstadt an zwei aufeinanderfolgenden Wochenenden zwei Etappen der GCT/CGL ausgerichtet werden. Das Turnier in Chantilly war wie zuvor angekündigt nicht mehr Teil der beiden Turnierserien. In Cascais und Miami Beach wurden 2021 keine CSI 5*-Turniere durchgeführt. Gegen Ende der Saison kam es nochmals zu Änderungen, als die Etappen in New York City und Shanghai durch zwei Turniere in Šamorín ersetzt wurden. Zum Saisonabschluss ist erneut ein Playoffturnier in Prag vorgesehen.
Alle Turniere waren als CSI 5*, der höchsten Kategorie im Springreiten, ausgeschrieben.

### Global Champions League
Die Global Champions League (GCL) ist eine Prüfungsserie für Mannschaften. Hierbei treten pro Prüfung zwei Reiter einer Mannschaft (die üblicherweise aus sechs Reitern besteht) als ein Team an. Die Mannschaften sind unabhängig von den Nationalitäten der Reiter zusammengestellt.
Der Modus der GCL-Etappen setzte sich aus jeweils zwei Teilprüfungen zusammen: In einer ersten Teilprüfung am Donnerstag oder Freitag gingen die Reiter in einer Fehler-Zeit-Springprüfungen (ein Umlauf) an den Start. Am Samstag, direkt vor der Global Champions Tour-Etappe, wurde dann die zweite Prüfung durchgeführt. Die Ausschreibung dieser Prüfung war zur ersten Teilprüfung identisch.
Die Höhe der Hindernisse betrug in beiden Prüfungen zwischen 1,50 Meter und 1,60 Meter. In der zweiten Teilprüfung richtete sich die Startreihenfolge der Mannschaften nach deren Ergebnis in der ersten Teilprüfung. Das Teamergebnis setzte sich zusammen aus der Addition der Strafpunkte der für das Team antretenden Reiter beider Prüfungen. Bei einer Strafpunktgleichheit entschied die Addition der Zeiten des zweiten Umlaufs. Die Dotierung jeder GCL-Etappe umfasste neben dem Preisgeld der beiden Prüfungen zusätzlich ein Preisgeld für die Teams. Dieses fiel in der Saison 2021 etwas geringer als zwei Jahre zuvor aus und betrug noch rund 150.000 Euro.
Die Anzahl der Teams blieb unverändert. Das Team der Cannes Stars wurde komplett neu besetzt, auch in anderen Teams fanden größere Umbesetzungen statt. Die 16 Teams umfassten in der zweiten Saisonhälfte folgende Reiter:
- Berlin Eagles:  Ludger Beerbaum,  Philipp Weishaupt,  Jane Richard Philips,  Christian Kukuk,  Laura Klaphake,  Diego Ramos Maneiro
- Cannes Stars:  Cian O’Connor, / Sameh El Dahan,  Abdel Said,  Agustin Covarrubias,  Sven Schlüsselburg,  Max Wachman
- Cascais Charms:  Eric Lamaze,  Ahmad Saber Hamcho,  Roger-Yves Bost,  René Lopez Lizarazo  Sadri Fegaier,  Jodie Hall Mcateer
- Doha Falcons:  Bassem Hassan Mohammed,  Constant van Paesschen,  Yuri Mansur Guerios,  Philip Houston,  Mike Kawai,  Titouan Schumacher
- Hamburg Giants:  Bart Bles,  Wladimir Beletskij,  Suus Kuyten,  Zoe Osterhoff,  Pilar Cordon,  Rodrigo Almeida,  Natalia Czernik
- London Knights:  Ben Maher,  Martin Fuchs,  Olivier Philippaerts,  Nicola Philippaerts,  Douglas Lindelow,  Emily Moffitt
- Madrid in Motion:  Maikel van der Vleuten,  Eduardo Álvarez Aznar,  Mark McAuley,  Eric van der Vleuten,  Marlon Módolo Zanotelli,  Michael G. Duffy
- Miami Celtics:  Maurice Tebbel,  Jorge Matte Capdevila,  Mohamed Talaat,  Ellen Whitaker,  Johnny Pals,  Andrzej Opłatek
- Monaco Aces:  Julien Epaillard,  Jos Verlooy,  Laura Kraut,  Billy Twomey,  Jérôme Guery,  Jeanne Sadran
- New York Empire:  Georgina Bloomberg,  Scott Brash,  Daniel Bluman,  Denis Lynch,  Shane Breen,  Spencer Smith
- Paris Panthers:  Grégory Wathelet,  Darragh Kenny,  Harrie Smolders,  Pénélope Leprevost,  Nayel Nassar,  Eve Jobs
- Prague Lions:  Niels Bruynseels,  Marc Houtzager,  Jur Vrieling,  Leopold van Asten,  Sergio Álvarez Moya,  Anna Kellnerová
- Scandinavian Vikings:  Geir Gulliksen,  Henrik von Eckermann,  Evelina Tovek,  Frank Schuttert,  Jessica Springsteen,  Teddy Vlock
- Shanghai Swans:  Christian Ahlmann,  Max Kühner,  Pius Schwizer,  Alexandra Thornton,  Malin Baryard-Johnsson,  Lucas Porter
- St Tropez Pirates:  Daniel Deußer,  Pieter Devos,  Olivier Robert,  Danielle Goldstein Waldman,  Athina Onassis,  Michael Pender
- Valkenswaard United:  Edwina Tops-Alexander,  Marcus Ehning,  Alberto Zorzi,  Bertram Allen,  Peder Fredricson,  Gilles Thomas[6]

### Global Champions Tour
Am Samstagnachmittag oder -abend, jeweils im Anschluss an die zweite Prüfung der Global Champions League, wurden die Wertungsprüfungen der Global Champions Tour durchgeführt. Die Prüfungen waren als Springprüfung mit Normalumlauf und einem Stechen ausgeschrieben, die Höhe der Hindernisse betrug bis zu 1,60 Meter.
Bis zu 35 Reiter durften jeweils in einer GCT-Wertungsprüfung an den Start gehen. Das Preisgeld der Wertungsprüfung umfasste je Etappe mindestens 300.000 €.

## Medien
Zu den Medienpartnern der Global Champions Tour zählt Eurosport. Die Prüfungen der GCT werden auf Eurosport 1 ausgestrahlt, zeitversetzt oder als Liveübertragung. Die GCT- und GCL-Wertungsprüfungen sowie viele weitere Prüfungen der Turniere wurden auf den Internetseiten der beiden Turnierserien per Livestream übertragen. Mit der Saison 2021 wurde dieses Livestreamingangebot kostenpflichtig unter dem Namen GCTV angeboten.

## Die Etappen

### Doha
Daten: 4. bis 6. März 2021, Reitanlage Al Shaqab, Doha
Global Champions League:
|             | Team                | Reiter/Pferde                      | 1. Prüfung  | 2. Prüfung | 2. Prüfung  | Gesamt   | Gesamt | Wertungs- punkte |
| Strafpunkte | Team                | Reiter/Pferde                      | Strafpunkte | Zeit (s)   | Strafpunkte | Zeit (s) |        | Wertungs- punkte |
| ----------- | ------------------- | ---------------------------------- | ----------- | ---------- | ----------- | -------- | ------ | ---------------- |
| 1           | Valkenswaard United | Peder Fredricson mit Hansson       | 0           | 0          | 70,47       | 0        | 143,62 | 30               |
| 1           | Valkenswaard United | Marcus Ehning mit Stargold         | 0           | 0          | 73,15       | 0        | 143,62 | 30               |
| 2           | Shanghai Swans      | Christian Ahlmann mit Solid Gold Z | 0           |            |             | 0        | 145,22 | 25               |
| 2           | Shanghai Swans      | Christian Ahlmann mit Dominator Z  |             | 0          | 72,20       | 0        | 145,22 | 25               |
| 2           | Shanghai Swans      | Max Kühner mit Elektric Blue P     | 0           | 0          | 73,02       | 0        | 145,22 | 25               |

Global Champions Tour:
|             | Reiter           | Pferd          | 1. Umlauf | 1. Umlauf   | Stechen  | Stechen | Wertungs- punkte |
| Strafpunkte | Reiter           | Pferd          | Zeit (s)  | Strafpunkte | Zeit (s) |         | Wertungs- punkte |
| ----------- | ---------------- | -------------- | --------- | ----------- | -------- | ------- | ---------------- |
| 1           | Niels Bruynseels | Delux          | 0         | –           | 0        | 39,93   | 40               |
| 2           | Lorenzo de Luca  | Nuance Bleue Z | 0         | –           | 0        | 40,20   | 37               |
| 3           | Eric Lamaze      | Dieu Merci     | 0         | –           | 0        | 40,35   | 35               |

(Plätze eins bis drei von insgesamt 34 Teilnehmern)

### Madrid
Daten: 21. bis 23. Mai 2021, Club de Campo Villa de Madrid, Madrid
Global Champions League:
|             | Team             | Reiter/Pferde                               | 1. Prüfung  | 2. Prüfung | 2. Prüfung  | Gesamt   | Gesamt | Wertungs- punkte |
| Strafpunkte | Team             | Reiter/Pferde                               | Strafpunkte | Zeit (s)   | Strafpunkte | Zeit (s) |        | Wertungs- punkte |
| ----------- | ---------------- | ------------------------------------------- | ----------- | ---------- | ----------- | -------- | ------ | ---------------- |
| 1           | Shanghai Swans   | Christian Ahlmann mit Take a Chance on Me Z | 0           |            |             | 0        | 153,58 | 30               |
| 1           | Shanghai Swans   | Christian Ahlmann mit Dominator Z           |             | 0          | 76,15       | 0        | 153,58 | 30               |
| 1           | Shanghai Swans   | Max Kühner mit Vancouver Dreams             | 0           |            |             | 0        | 153,58 | 30               |
| 1           | Shanghai Swans   | Max Kühner mit Elektric Blue P              |             | 0          | 77,43       | 0        | 153,58 | 30               |
| 2           | Madrid in Motion | Eric van der Vleuten mit Wunschkind         | 1           | 4          | 79,54       | 5        | 158,80 | 25               |
| 2           | Madrid in Motion | Maikel van der Vleuten mit Beauville Z      | 0           | 0          | 79,26       | 5        | 158,80 | 25               |

Global Champions Tour:
|             | Reiter         | Pferd               | 1. Umlauf | 1. Umlauf   | Stechen  | Stechen | Wertungs- punkte |
| Strafpunkte | Reiter         | Pferd               | Zeit (s)  | Strafpunkte | Zeit (s) |         | Wertungs- punkte |
| ----------- | -------------- | ------------------- | --------- | ----------- | -------- | ------- | ---------------- |
| 1           | Olivier Robert | Vivaldi des Meneaux | 0         | –           | 0        | 36,74   | 40               |
| 2           | Scott Brash    | Jefferson           | 0         | –           | 0        | 39,26   | 37               |
| 3           | Darragh Kenny  | Cartello            | 0         | 77,16       |          |         | 35               |

(Plätze eins bis drei von insgesamt 34 Teilnehmern)

### Saint-Tropez
Daten: 27. bis 29. Mai 2021, Plage de Pampelonne, Ramatuelle bei Saint-Tropez
Global Champions League:
|             | Team                | Reiter/Pferde                                | 1. Prüfung  | 2. Prüfung | 2. Prüfung  | Gesamt   | Gesamt | Wertungs- punkte |
| Strafpunkte | Team                | Reiter/Pferde                                | Strafpunkte | Zeit (s)   | Strafpunkte | Zeit (s) |        | Wertungs- punkte |
| ----------- | ------------------- | -------------------------------------------- | ----------- | ---------- | ----------- | -------- | ------ | ---------------- |
| 1           | Valkenswaard United | Peder Fredricson mit All In                  | 0           | 4          | 67,04       | 8        | 135,59 | 30               |
| 1           | Valkenswaard United | Edwina Tops-Alexander mit Identity Vitseroel | 0           | 4          | 68,55       | 8        | 135,59 | 30               |
| 2           | Shanghai Swans      | Christian Ahlmann mit Solid Gold Z           | 0           | 4          | 67,98       | 8        | 138,15 | 25               |
| 2           | Shanghai Swans      | Max Kühner mit Caleo                         | 0           |            |             | 8        | 138,15 | 25               |
| 2           | Shanghai Swans      | Max Kühner mit Coriolis des Isles            |             | 4          | 70,17       | 8        | 138,15 | 25               |

Global Champions Tour:
|             | Reiter               | Pferd          | 1. Umlauf | 1. Umlauf   | Stechen  | Stechen | Wertungs- punkte |
| Strafpunkte | Reiter               | Pferd          | Zeit (s)  | Strafpunkte | Zeit (s) |         | Wertungs- punkte |
| ----------- | -------------------- | -------------- | --------- | ----------- | -------- | ------- | ---------------- |
| 1           | Peder Fredricson     | Catch me Not S | 0         | –           | 0        | 34,98   | 40               |
| 2           | Henrik von Eckermann | King Edward    | 0         | –           | 0        | 35,91   | 37               |
| 3           | Simon Delestre       | Ryan           | 0         | –           | 0        | 35,74   | 35               |

(Plätze eins bis drei von insgesamt 33 Teilnehmern)

### Valkenswaard 1
Daten: 4. bis 6. Juni 2021, Tops International Arena, Valkenswaard (Ersatzturnier für Jumping International de Cannes)
Global Champions League:
|             | Team                | Reiter/Pferde                                | 1. Prüfung  | 2. Prüfung | 2. Prüfung  | Gesamt   | Gesamt | Wertungs- punkte |
| Strafpunkte | Team                | Reiter/Pferde                                | Strafpunkte | Zeit (s)   | Strafpunkte | Zeit (s) |        | Wertungs- punkte |
| ----------- | ------------------- | -------------------------------------------- | ----------- | ---------- | ----------- | -------- | ------ | ---------------- |
| 1           | Monaco Aces         | Laura Kraut mit Confu                        | 0           | 0          | 69,06       | 0        | 139,75 | 30               |
| 1           | Monaco Aces         | Jos Verlooy mit Jacobien                     | 0           |            |             | 0        | 139,75 | 30               |
| 1           | Monaco Aces         | Jos Verlooy mit Varoune                      |             | 0          | 70,69       | 0        | 139,75 | 30               |
| 2           | Valkenswaard United | Edwina Tops-Alexander mit Identity Vitseroel | 0           | 0          | 69,87       | 0        | 141,12 | 25               |
| 2           | Valkenswaard United | Alberto Zorzi mit Cinsey                     | 0           | 0          | 71,25       | 0        | 141,12 | 25               |

Global Champions Tour:
|             | Reiter                 | Pferd       | 1. Umlauf | 1. Umlauf   | Stechen  | Stechen | Wertungs- punkte |
| Strafpunkte | Reiter                 | Pferd       | Zeit (s)  | Strafpunkte | Zeit (s) |         | Wertungs- punkte |
| ----------- | ---------------------- | ----------- | --------- | ----------- | -------- | ------- | ---------------- |
| 1           | Ben Maher              | Explosion W | 0         | –           | 0        | 44,00   | 40               |
| 2           | Maikel van der Vleuten | Beauville Z | 0         | –           | 0        | 46,02   | 37               |
| 3           | Frank Schuttert        | Lyonel D    | 0         | –           | 0        | 46,24   | 35               |

(Plätze eins bis drei von insgesamt 31 Teilnehmern)

### Stockholm
Daten: 18. bis 20. Juni 2021, Olympiastadion, Stockholm
Global Champions League:
|             | Team                | Reiter/Pferde                                | 1. Prüfung  | 2. Prüfung | 2. Prüfung  | Gesamt   | Gesamt | Wertungs- punkte |
| Strafpunkte | Team                | Reiter/Pferde                                | Strafpunkte | Zeit (s)   | Strafpunkte | Zeit (s) |        | Wertungs- punkte |
| ----------- | ------------------- | -------------------------------------------- | ----------- | ---------- | ----------- | -------- | ------ | ---------------- |
| 1           | Valkenswaard United | Edwina Tops-Alexander mit Fellow Castlefield | 0           | 0          | 77,36       | 0        | 144,23 | 30               |
| 1           | Valkenswaard United | Peder Fredricson mit All In                  | 0           |            |             | 0        | 144,23 | 30               |
| 1           | Valkenswaard United | Peder Fredricson mit Catch Me Not S          |             | 0          | 66,87       | 0        | 144,23 | 30               |
| 2           | Monaco Aces         | Jérôme Guery mit Great Britain V             | 4           | 0          | 70,92       | 4        | 144,09 | 25               |
| 2           | Monaco Aces         | Billy Twomey mit Chat Botte                  | 0           | 0          | 73,17       | 4        | 144,09 | 25               |

Global Champions Tour:
|             | Reiter                | Pferd              | 1. Umlauf | 1. Umlauf   | Stechen  | Stechen | Wertungs- punkte |
| Strafpunkte | Reiter                | Pferd              | Zeit (s)  | Strafpunkte | Zeit (s) |         | Wertungs- punkte |
| ----------- | --------------------- | ------------------ | --------- | ----------- | -------- | ------- | ---------------- |
| 1           | Scott Brash           | Jefferson          | 0         | –           | 0        | 39,81   | 40               |
| 2           | Edwina Tops-Alexander | Fellow Castlefield | 0         | –           | 0        | 40,87   | 37               |
| 3           | Spencer Smith         | Quibelle           | 0         | –           | 4        | 39,58   | 35               |

(Plätze eins bis drei von insgesamt 34 Teilnehmern)

### Paris
Daten: 25. bis 27. Juni 2021, Marsfeld, Paris
Global Champions League:
|             | Team                | Reiter/Pferde                                | 1. Prüfung  | 2. Prüfung | 2. Prüfung  | Gesamt   | Gesamt | Wertungs- punkte |
| Strafpunkte | Team                | Reiter/Pferde                                | Strafpunkte | Zeit (s)   | Strafpunkte | Zeit (s) |        | Wertungs- punkte |
| ----------- | ------------------- | -------------------------------------------- | ----------- | ---------- | ----------- | -------- | ------ | ---------------- |
| 1           | St Tropez Pirates   | Danielle Goldstein Waldman mit Queensland    | 0           | 4          | 72,62       | 4        | 143,28 | 30               |
| 1           | St Tropez Pirates   | Olivier Robert mit Vivaldi des Meneaux       | 0           | 0          | 70,66       | 4        | 143,28 | 30               |
| 2           | Valkenswaard United | Bertram Allen mit Harley vd Bisschop         | 4           |            |             | 8        | 143,53 | 25               |
| 2           | Valkenswaard United | Alberto Zorzi mit Cinsey                     | 0           | 0          | 70,89       | 8        | 143,53 | 25               |
| 2           | Valkenswaard United | Edwina Tops-Alexander mit Fellow Castlefield |             | 4          | 72,64       | 8        | 143,53 | 25               |

Global Champions Tour:
|             | Reiter             | Pferd        | 1. Umlauf | 1. Umlauf   | Stechen  | Stechen | Wertungs- punkte |
| Strafpunkte | Reiter             | Pferd        | Zeit (s)  | Strafpunkte | Zeit (s) |         | Wertungs- punkte |
| ----------- | ------------------ | ------------ | --------- | ----------- | -------- | ------- | ---------------- |
| 1           | Ben Maher          | Ginger-Blue  | 0         | –           | 0        | 39,35   | 40               |
| 2           | Sameh El Dahan     | Aimez Moi    | 0         | –           | 4        | 38,45   | 37               |
| 3           | Jodie Hall McAteer | Salt'n Peppa | 0         | –           | 8        | 47,55   | 35               |

(Plätze eins bis drei von insgesamt 34 Teilnehmern)

### Monaco
Daten: 1. bis 3. Juli 2021, Boulevard Albert 1er am Port Hercule, Monaco
Global Champions League:
|             | Team           | Reiter/Pferde                             | 1. Prüfung  | 2. Prüfung | 2. Prüfung  | Gesamt   | Gesamt | Wertungs- punkte |
| Strafpunkte | Team           | Reiter/Pferde                             | Strafpunkte | Zeit (s)   | Strafpunkte | Zeit (s) |        | Wertungs- punkte |
| ----------- | -------------- | ----------------------------------------- | ----------- | ---------- | ----------- | -------- | ------ | ---------------- |
| 1           | Paris Panthers | Nayel Nassar mit Igor van de Wittemoere   | 0           | 0          | 66,39       | 0        | 131,35 | 30               |
| 1           | Paris Panthers | Darragh Kenny mit Vivaldi des Meneaux     | 0           | 0          | 64,96       | 0        | 131,35 | 30               |
| 2           | Monaco Aces    | Julien Epaillard mit Billabong du Roumois | 0           | 8          | 60,22       | 12       | 119,52 | 25               |
| 2           | Monaco Aces    | Jos Verlooy mit Vivaldi des Meneaux       | 4           | 0          | 59,30       | 12       | 119,52 | 25               |

Global Champions Tour:
|             | Reiter               | Pferd              | 1. Umlauf | 1. Umlauf   | Stechen  | Stechen | Wertungs- punkte |
| Strafpunkte | Reiter               | Pferd              | Zeit (s)  | Strafpunkte | Zeit (s) |         | Wertungs- punkte |
| ----------- | -------------------- | ------------------ | --------- | ----------- | -------- | ------- | ---------------- |
| 1           | Darragh Kenny        | Idalville d'Esprit | 0         | –           | 0        | 37,89   | 40               |
| 2           | Max Kühner           | Coriolis des Isles | 0         | –           | 0        | 38,07   | 37               |
| 3           | Olivier Philippaerts | Legend of Love     | 0         | –           | 0        | 38,66   | 35               |

(Plätze eins bis drei von insgesamt 33 Teilnehmern)

### Berlin
Daten: 22. bis 25. Juli 2021, Global Jumping Berlin, Sommergarten des Berliner Messegeländes, Berlin
Global Champions League:
|             | Team           | Reiter/Pferde                       | 1. Prüfung  | 2. Prüfung | 2. Prüfung  | Gesamt   | Gesamt | Wertungs- punkte |
| Strafpunkte | Team           | Reiter/Pferde                       | Strafpunkte | Zeit (s)   | Strafpunkte | Zeit (s) |        | Wertungs- punkte |
| ----------- | -------------- | ----------------------------------- | ----------- | ---------- | ----------- | -------- | ------ | ---------------- |
| 1           | Paris Panthers | Nayel Nassar mit Oaks Redwood       | 0           |            |             | 4        | 139,97 | 30               |
| 1           | Paris Panthers | Nayel Nassar mit Coronado           |             | 0          | 71,35       | 4        | 139,97 | 30               |
| 1           | Paris Panthers | Darragh Kenny mit Vinci de Beaufour | 0           |            |             | 4        | 139,97 | 30               |
| 1           | Paris Panthers | Darragh Kenny mit Great-Tikila J    |             | 4          | 68,62       | 4        | 139,97 | 30               |
| 2           | Berlin Eagles  | Laura Klaphake mit Quin             | 0           | 5          | 73,89       | 5        | 143,55 | 25               |
| 2           | Berlin Eagles  | Ludger Beerbaum mit Cool Feeling    | 0           |            |             | 5        | 143,55 | 25               |
| 2           | Berlin Eagles  | Ludger Beerbaum mit Mila            |             | 0          | 69,66       | 5        | 143,55 | 25               |

Global Champions Tour:
|             | Reiter              | Pferd            | 1. Umlauf | 1. Umlauf   | Stechen  | Stechen | Wertungs- punkte |
| Strafpunkte | Reiter              | Pferd            | Zeit (s)  | Strafpunkte | Zeit (s) |         | Wertungs- punkte |
| ----------- | ------------------- | ---------------- | --------- | ----------- | -------- | ------- | ---------------- |
| 1           | Sergio Alvarez Moya | Alamo            | 0         | –           | 0        | 36,40   | 40               |
| 2           | Marcus Ehning       | Stargold         | 0         | –           | 0        | 36,50   | 37               |
| 3           | Kevin Staut         | Tolede de Mescam | 0         | –           | 0        | 38,23   | 35               |

(Plätze eins bis drei von insgesamt 33 Teilnehmern)

### London
Daten: 13. bis 15. August 2021, Gärten des Royal Hospital Chelsea, London
Global Champions League:
|             | Team           | Reiter/Pferde                                | 1. Prüfung  | 2. Prüfung | 2. Prüfung  | Gesamt   | Gesamt | Wertungs- punkte |
| Strafpunkte | Team           | Reiter/Pferde                                | Strafpunkte | Zeit (s)   | Strafpunkte | Zeit (s) |        | Wertungs- punkte |
| ----------- | -------------- | -------------------------------------------- | ----------- | ---------- | ----------- | -------- | ------ | ---------------- |
| 1           | Shanghai Swans | Christian Ahlmann mit Clintrexo Z            | 0           |            |             | 4        | 157,42 | 30               |
| 1           | Shanghai Swans | Christian Ahlmann mit Solid Gold Z           |             | 4          | 76,19       | 4        | 157,42 | 30               |
| 1           | Shanghai Swans | Max Kühner mit Elektric Blue P               | 0           |            |             | 4        | 157,42 | 30               |
| 1           | Shanghai Swans | Max Kühner mit Up Too Jacco Blue             |             | 0          | 81,23       | 4        | 157,42 | 30               |
| 2           | London Knights | Emily Moffitt mit Winning Good               | 0           | 0          | 82,65       | 4        | 161,48 | 25               |
| 2           | London Knights | Nicola Philippaerts mit Gijs                 | 0           |            |             | 4        | 161,48 | 25               |
| 2           | London Knights | Nicola Philippaerts mit Katanga vh Dingeshof |             | 4          | 78,83       | 4        | 161,48 | 25               |

Global Champions Tour:
|             | Reiter           | Pferd                      | 1. Umlauf | 1. Umlauf   | Stechen  | Stechen | Wertungs- punkte |
| Strafpunkte | Reiter           | Pferd                      | Zeit (s)  | Strafpunkte | Zeit (s) |         | Wertungs- punkte |
| ----------- | ---------------- | -------------------------- | --------- | ----------- | -------- | ------- | ---------------- |
| 1           | Peder Fredricson | Catch Me Not S             | 0         | –           | 0        | 37,79   | 40               |
| 2           | John Whitaker    | Unick du Francport         | 0         | –           | 0        | 37,93   | 37               |
| 3           | Niels Bruynseels | Ilusionata van't Meulenhof | 0         | –           | 0        | 39,44   | 35               |

(Plätze eins bis drei von insgesamt 35 Teilnehmern)

### Valkenswaard 2
Daten: 20. bis 22. August 2021, Tops International Arena, Valkenswaard
Global Champions League:
|             | Team           | Reiter/Pferde                                               | 1. Prüfung  | 2. Prüfung | 2. Prüfung  | Gesamt   | Gesamt | Wertungs- punkte |
| Strafpunkte | Team           | Reiter/Pferde                                               | Strafpunkte | Zeit (s)   | Strafpunkte | Zeit (s) |        | Wertungs- punkte |
| ----------- | -------------- | ----------------------------------------------------------- | ----------- | ---------- | ----------- | -------- | ------ | ---------------- |
| 1           | London Knights | Douglas Lindelöw mit Casquo Blue                            | 0           |            |             | 4        | 148,53 | 30               |
| 1           | London Knights | Douglas Lindelöw mit Cheldon                                |             | 4          | 73,42       | 4        | 148,53 | 30               |
| 1           | London Knights | Olivier Philippaerts mit Zayado                             | 0           |            |             | 4        | 148,53 | 30               |
| 1           | London Knights | Olivier Philippaerts mit Le Blue Diamond van het Ruytershof |             | 0          | 75,11       | 4        | 148,53 | 30               |
| 2           | Berlin Eagles  | Philipp Weishaupt mit Coby                                  | 0           | 4          | 70,95       | 4        | 149,08 | 25               |
| 2           | Berlin Eagles  | Christian Kukuk mit Checker                                 | 0           |            |             | 4        | 149,08 | 25               |
| 2           | Berlin Eagles  | Christian Kukuk mit Mumbai                                  |             | 0          | 78,13       | 4        | 149,08 | 25               |

Global Champions Tour:
|             | Reiter                | Pferd              | 1. Umlauf | 1. Umlauf   | Stechen  | Stechen | Wertungs- punkte |
| Strafpunkte | Reiter                | Pferd              | Zeit (s)  | Strafpunkte | Zeit (s) |         | Wertungs- punkte |
| ----------- | --------------------- | ------------------ | --------- | ----------- | -------- | ------- | ---------------- |
| 1           | Daniel Deußer         | Bingo Ste Hermelle | 0         | –           | 0        | 44,66   | 40               |
| 2           | Sanne Thijssen        | Con Quidam         | 0         | –           | 0        | 46,28   | 37               |
| 3           | Edwina Tops-Alexander | Fellow Castlefield | 0         | –           | 0        | 48,21   | 35               |

(Plätze eins bis drei von insgesamt 33 Teilnehmern)

### Hamburg
Daten: 26. bis 29. August 2021, Ersatzturnier für das Deutsche Spring- und Dressurderby, Derbypark Klein Flottbek, Hamburg

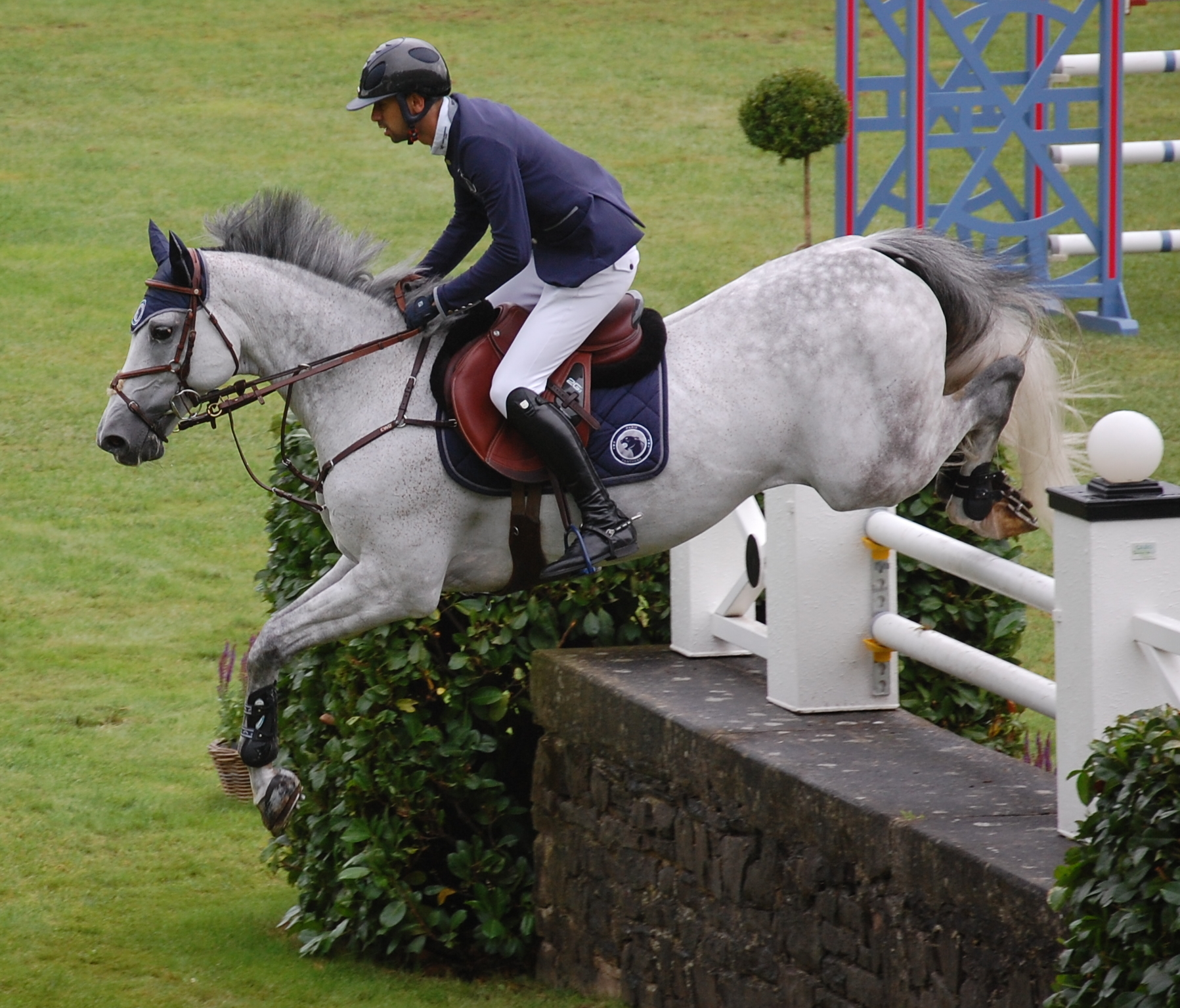
Ihre Nullrunde sicherte den Paris Panthers den Sieg: Nayel Nassar und Coronado

Global Champions League: Nachdem es in der ersten Teilprüfung recht viele fehlerfreie Ritte gegeben hatte und vier Teams komplett ohne Fehler in Führung lagen, war der Parcours der zweiten Teilprüfung anspruchsvoller gewählt. Nur fünf Reiter der Teams gelang es hier ohne Springfehler zu bleiben. Lange Zeit lagen die St Tropez Pirates, die in Hamburg bereits in den Jahren 2018 und 2019 gewonnen hatten, in Führung. Gleich zwei nach der ersten Prüfung top platzierte Mannschaften beendeten die Prüfung nicht: Sowohl Julien Epaillard für die Monaco Aces als auch Leopold van Asten für Prague Lions gaben nach Verweigerungen in der dreifachen Kombination auf.
Die Führung der St Tropez Pirates übernahmen schließlich die Paris Panthers. Mit fünf Strafpunkten von Eve Jobs und einer fehlerfreien Runde von Nayel Nassar kamen die Paris Panthers auf das gleiche Ergebnis wie die St Tropez Pirates, doch dank ihres strafpunktfreien Ergebnisses der ersten Teilprüfung waren sie in der Global-Champions-League-Wertung damit in Führung. Als letztes Team kamen die Berlin Eagles an den Start, die in beiden Teilprüfungen mit Ludger Beerbaum und der Schimmelstute Mila sowie Philipp Weishaupt mit dem Wallach Coby bestanden. Mit vier Strafpunkten von Ludger Beerbaum war das Team noch im Rennen um den Sieg, doch zwei Springfehler von Philipp Weishaupt ließen die Berlin Eagles die Wertung auf Rang vier beenden.
|             | Team              | Reiter/Pferde                            | 1. Prüfung  | 2. Prüfung | 2. Prüfung  | Gesamt   | Gesamt | Wertungs- punkte |
| Strafpunkte | Team              | Reiter/Pferde                            | Strafpunkte | Zeit (s)   | Strafpunkte | Zeit (s) |        | Wertungs- punkte |
| ----------- | ----------------- | ---------------------------------------- | ----------- | ---------- | ----------- | -------- | ------ | ---------------- |
| 1           | Paris Panthers    | Eve Jobs mit Venue d'Fees des Hazalles   | 0           | 5          | 82,87       | 5        | 163,75 | 30               |
| 1           | Paris Panthers    | Nayel Nassar mit Darry Lou               | 0           |            |             | 5        | 163,75 | 30               |
| 1           | Paris Panthers    | Nayel Nassar mit Coronado                |             | 0          | 80,88       | 5        | 163,75 | 30               |
| 2           | St Tropez Pirates | Olivier Robert mit Vangog du Mas Garnier | 0           | 0          | 77,78       | 9        | 160,67 | 25               |
| 2           | St Tropez Pirates | Michael Pender mit Catwalk               | 4           |            |             | 9        | 160,67 | 25               |
| 2           | St Tropez Pirates | Michael Pender mit Calais                |             | 5          | 82,89       | 9        | 160,67 | 25               |

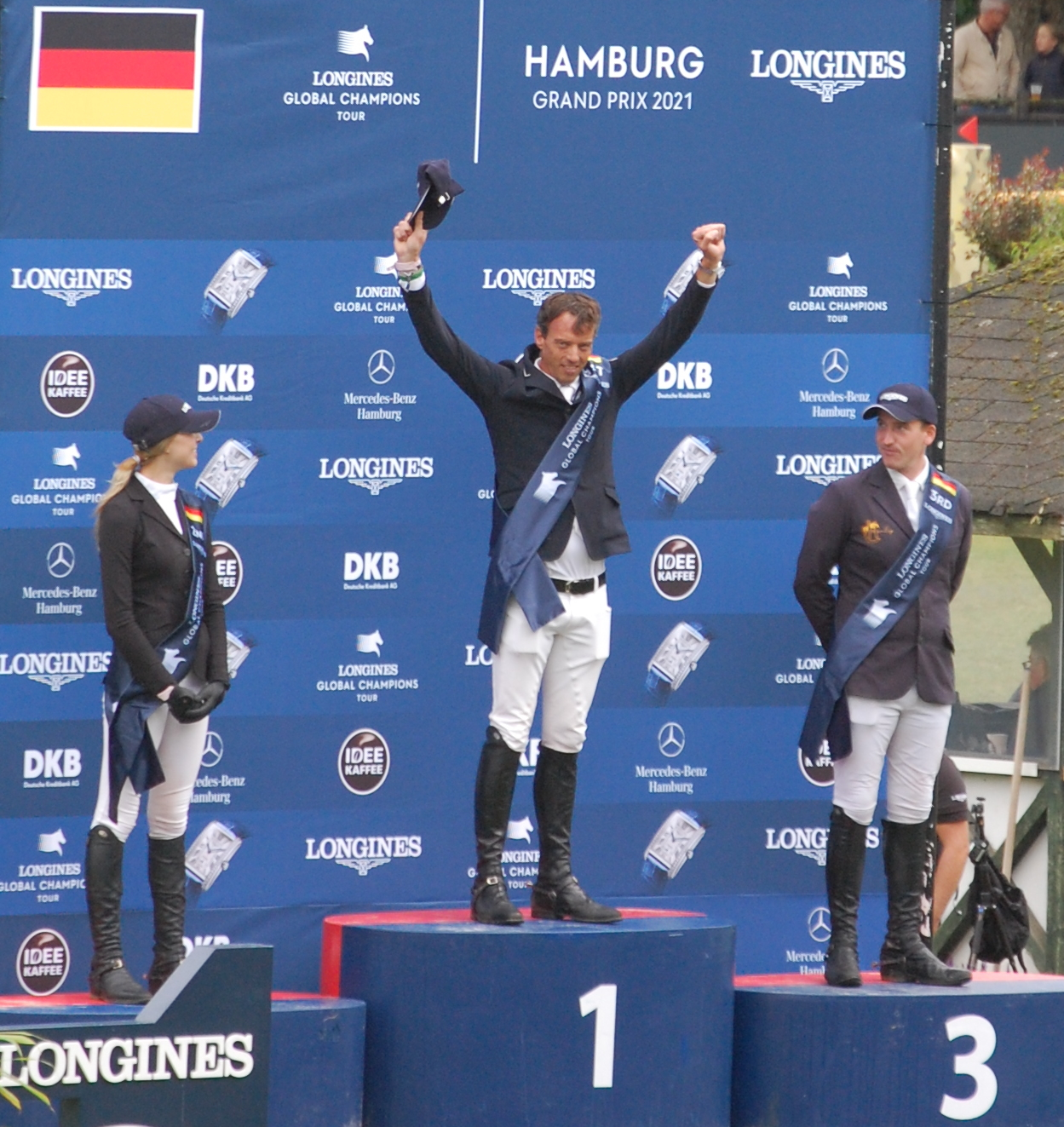
Das Siegerpodest der Global Champions Tour-Etappe von Hamburg 2021

Global Champions Tour: Der verregnete Sommer 2021 setzte sich auch am Wochenende der Global Champions Tour-Etappe von Hamburg fort. Der Rasenplatz im Derbypark war witterungsbedingt weicher als es ideal gewesen wäre, an den Absprung- und Landestellen wurde der Boden trotz ständiger Pflege durch das Parcoursteam auch tiefer. Demgegenüber stand eine eng gewählte erlaubte Zeit von 77 Sekunden, die auch innerhalb der ersten drei Ritte nicht erhöht wurde. Daher verzichteten einige qualifizierte Reiter auf ihren Start, 29 Reiter-Pferd-Paare gingen an den Start.
Nach der ersten Hälfte des Teilnehmerfeldes hatte es noch keinen Null-Fehler-Ritt gegeben. In Führung lagen mit je einem Zeitstrafpunkt der 24-jährige Ire Michael G. Duffy mit dem Wallach Lapuccino sowie die 23-jährige US-Amerikanerin Eve Jobs mit der Fuchsstute Venue d'Fees des Hazalles. Ludger Beerbaum resümierte zu diesem Zeitpunkt im Interview des NDR Fernsehens: „So wenig Ritte in der Zeit, das wird auch in die Geschichtsbücher eingehen“. Damit sollte er auch über die ganze Prüfung hinweg recht behalten: Von 24 Paaren, die die Prüfung beendeten, kamen gerade einmal neun ohne Zeitstrafpunkte in das Ziel. Die erste Nullrunde gelang dem Sieger von 2018, Harrie Smolders. Auch Einzelolympiasieger Ben Maher und Denis Lynch unterlief je ein Springfehler, mit den schnellsten Vier-Fehler-Ritten kamen sie auf die Plätze fünf und vier.
Smolders blieb als einziger ohne Fehler, so dass kein Stechen notwendig wurde, um den Sieger zu ermitteln. Für Eve Jobs, die damit auf Rang zwei kam, war dies der zweite Erfolg nach dem Sieg in der Global Champions League wenige Stunden zuvor.
|             | Reiter           | Pferd                     | 1. Umlauf | 1. Umlauf   | Stechen  | Stechen | Wertungs- punkte |
| Strafpunkte | Reiter           | Pferd                     | Zeit (s)  | Strafpunkte | Zeit (s) |         | Wertungs- punkte |
| ----------- | ---------------- | ------------------------- | --------- | ----------- | -------- | ------- | ---------------- |
| 1           | Harrie Smolders  | Une de l'Othain           | 0         | 76,44       |          |         | 40               |
| 2           | Eve Jobs         | Venue d'Fees des Hazalles | 1         | 78,29       |          |         | 37               |
| 3           | Michael G. Duffy | Lapuccino                 | 1         | 80,04       |          |         | 35               |

(Plätze eins bis drei von insgesamt 29 Teilnehmern)

### Rom 1
Daten: 10. bis 12. September 2021, Circus Maximus, Rom
Erstmals fand das GCT-Turnier von Rom nicht im Stadio dei Marmi statt. Neuer Austragungsort war das Areals des Circus Maximus im historischen Zentrum der italienischen Hauptstadt.
Rom, 1. Turnier:
Global Champions League:
|             | Team           | Reiter/Pferde                                  | 1. Prüfung  | 2. Prüfung | 2. Prüfung  | Gesamt   | Gesamt | Wertungs- punkte |
| Strafpunkte | Team           | Reiter/Pferde                                  | Strafpunkte | Zeit (s)   | Strafpunkte | Zeit (s) |        | Wertungs- punkte |
| ----------- | -------------- | ---------------------------------------------- | ----------- | ---------- | ----------- | -------- | ------ | ---------------- |
| 1           | Shanghai Swans | Malin Baryard-Johnsson mit Indiana             | 0           | 4          | 73,16       | 8        | 144,79 | 30               |
| 1           | Shanghai Swans | Christian Ahlmann mit Mandato van de Neerheide | 4           |            |             | 8        | 144,79 | 30               |
| 1           | Shanghai Swans | Christian Ahlmann mit Solid Gold Z             |             | 0          | 71,63       | 8        | 144,79 | 30               |
| 2           | Paris Panthers | Eve Jobs mit Venue d'Fees des Hazalles         | 0           | 8          | 76,37       | 12       | 146,91 | 25               |
| 2           | Paris Panthers | Harrie Smolders mit Monaco                     | 4           | 0          | 70,54       | 12       | 146,91 | 25               |

Global Champions Tour:
|             | Reiter                 | Pferd                    | 1. Umlauf | 1. Umlauf   | Stechen  | Stechen | Wertungs- punkte |
| Strafpunkte | Reiter                 | Pferd                    | Zeit (s)  | Strafpunkte | Zeit (s) |         | Wertungs- punkte |
| ----------- | ---------------------- | ------------------------ | --------- | ----------- | -------- | ------- | ---------------- |
| 1           | Malin Baryard-Johnsson | Indiana                  | 0         | –           | 0        | 36,74   | 40               |
| 2           | Christian Ahlmann      | Mandato van de Neerheide | 0         | –           | 0        | 37,82   | 37               |
| 3           | Harrie Smolders        | Monaco                   | 0         | –           | 0        | 37,89   | 35               |

(Plätze eins bis drei von insgesamt 31 Teilnehmern)

### Rom 2
Daten: 16. bis 18. September 2021, Circus Maximus, Rom (Ersatzturnier für Mexiko-Stadt)
Rom, 1. Turnier:
Global Champions League:
|             | Team                 | Reiter/Pferde                                | 1. Prüfung  | 2. Prüfung | 2. Prüfung  | Gesamt   | Gesamt | Wertungs- punkte |
| Strafpunkte | Team                 | Reiter/Pferde                                | Strafpunkte | Zeit (s)   | Strafpunkte | Zeit (s) |        | Wertungs- punkte |
| ----------- | -------------------- | -------------------------------------------- | ----------- | ---------- | ----------- | -------- | ------ | ---------------- |
| 1           | Valkenswaard United  | Peder Fredricson mit All In                  | 4           | 0          | 69,51       | 4        | 145,98 | 30               |
| 1           | Valkenswaard United  | Edwina Tops-Alexander mit Fellow Castlefield | 0           | 0          | 76,47       | 4        | 145,98 | 30               |
| 2           | Scandinavian Vikings | Geir Gulliksen mit Casquo Blue               | 4           |            |             | 8        | 143,25 | 25               |
| 2           | Scandinavian Vikings | Henrik von Eckermann mit Glamour Girl        | 4           |            |             | 8        | 143,25 | 25               |
| 2           | Scandinavian Vikings | Evelina Tovek mit Winnetou de la Hamente Z   |             | 0          | 72,91       | 8        | 143,25 | 25               |
| 2           | Scandinavian Vikings | Henrik von Eckermann mit King Edward         |             | 0          | 70,34       | 8        | 143,25 | 25               |

Global Champions Tour:
|             | Reiter                 | Pferd                 | 1. Umlauf | 1. Umlauf   | Stechen  | Stechen | Wertungs- punkte |
| Strafpunkte | Reiter                 | Pferd                 | Zeit (s)  | Strafpunkte | Zeit (s) |         | Wertungs- punkte |
| ----------- | ---------------------- | --------------------- | --------- | ----------- | -------- | ------- | ---------------- |
| 1           | Olivier Robert         | Vangog du Mas Garnier | 0         | –           | 0        | 40,62   | 40               |
| 2           | Malin Baryard-Johnsson | Indiana               | 0         | –           | 0        | 41,32   | 37               |
| 3           | Bryan Balsiger         | Twentytwo des Biches  | 0         | –           | 0        | 42,27   | 35               |

(Plätze eins bis drei von insgesamt 35 Teilnehmern)

### Šamorín 1
Daten: 15. bis 17. Oktober 2021, X-Bionic Sphere, Šamorín (Ersatzturnier für New York City)
Šamorín sprang als Veranstalter für die letzten beiden Etappen der GCT und GCL ein. Aufgrund der fortgeschrittenen Jahreszeit fanden die Turniere in der großen Reithalle des Sportkomplexes X-Bionic Sphere statt. Damit fanden neben dem Finale in Prag erstmals auch zwei normale Wertungsturniere als Indoor-Veranstaltungen statt.
Global Champions League:
|             | Team          | Reiter/Pferde                      | 1. Prüfung  | 2. Prüfung | 2. Prüfung  | Gesamt   | Gesamt | Wertungs- punkte |
| Strafpunkte | Team          | Reiter/Pferde                      | Strafpunkte | Zeit (s)   | Strafpunkte | Zeit (s) |        | Wertungs- punkte |
| ----------- | ------------- | ---------------------------------- | ----------- | ---------- | ----------- | -------- | ------ | ---------------- |
| 1           | Doha Falcons  | Bassem Mohammed mit Caletto Cabana | 0           | 0          | 79,24       | 0        | 156,75 | 30               |
| 1           | Doha Falcons  | Yuri Mansur mit Vitiki             | 0           | 0          | 77,51       | 0        | 156,75 | 30               |
| 2           | Berlin Eagles | Ludger Beerbaum mit Mila           | 4           | 0          | 77,65       | 4        | 145,87 | 25               |
| 2           | Berlin Eagles | Philipp Weishaupt mit Coby         | 0           | 0          | 68,22       | 4        | 145,87 | 25               |

Global Champions Tour:
|             | Reiter            | Pferd                       | 1. Umlauf | 1. Umlauf   | Stechen  | Stechen | Wertungs- punkte |
| Strafpunkte | Reiter            | Pferd                       | Zeit (s)  | Strafpunkte | Zeit (s) |         | Wertungs- punkte |
| ----------- | ----------------- | --------------------------- | --------- | ----------- | -------- | ------- | ---------------- |
| 1           | Spencer Smith     | Theodore Manciais           | 0         | –           | 0        | 39,57   | 40               |
| 2           | Christian Ahlmann | Dominator Z                 | 0         | –           | 0        | 39,59   | 37               |
| 3           | Jur Vrieling      | Fiumicino van de Kalevallei | 0         | –           | 0        | 40,00   | 35               |

(Plätze eins bis drei von insgesamt 34 Teilnehmern)

### Šamorín 2
Daten: 22. bis 24. Oktober 2021, X-Bionic Sphere, Šamorín (Ersatzturnier für Shanghai)
Global Champions League:
|             | Team                 | Reiter/Pferde                                   | 1. Prüfung  | 2. Prüfung | 2. Prüfung  | Gesamt   | Gesamt | Wertungs- punkte |
| Strafpunkte | Team                 | Reiter/Pferde                                   | Strafpunkte | Zeit (s)   | Strafpunkte | Zeit (s) |        | Wertungs- punkte |
| ----------- | -------------------- | ----------------------------------------------- | ----------- | ---------- | ----------- | -------- | ------ | ---------------- |
| 1           | Scandinavian Vikings | Evelina Tovek mit Winnetou de la Hamente Z      | 0           |            |             | 0        | 138,95 | 30               |
| 1           | Scandinavian Vikings | Frank Schuttert mit Kinky Boy van het Gildenhof | 0           |            |             | 0        | 138,95 | 30               |
| 1           | Scandinavian Vikings | Frank Schuttert mit Lyonel D                    |             | 0          | 72,79       | 0        | 138,95 | 30               |
| 1           | Scandinavian Vikings | Henrik von Eckermann mit King Edward            |             | 0          | 66,16       | 0        | 138,95 | 30               |
| 2           | Prague Lions         | Jur Vrieling mit Long John Silver               | 1           | 1          | 76,33       | 3        | 148,61 | 25               |
| 2           | Prague Lions         | Niels Bruynseels mit Delux                      | 1           | 0          | 72,28       | 3        | 148,61 | 25               |

Global Champions Tour:
|             | Reiter                  | Pferd                          | 1. Umlauf | 1. Umlauf   | Stechen  | Stechen | Wertungs- punkte |
| Strafpunkte | Reiter                  | Pferd                          | Zeit (s)  | Strafpunkte | Zeit (s) |         | Wertungs- punkte |
| ----------- | ----------------------- | ------------------------------ | --------- | ----------- | -------- | ------- | ---------------- |
| 1           | Henrik von Eckermann    | King Edward                    | 0         | –           | 0        | 37,22   | 40               |
| 2           | Marlon Módolo Zanotelli | Like A Diamond van het Schaeck | 0         | –           | 0        | 37,47   | 37               |
| 3           | Maurice Tebbel          | Don Diarado                    | 0         | –           | 0        | 39,61   | 35               |

(Plätze eins bis drei von insgesamt 32 Teilnehmern)

## Gesamtwertungen

### Global Champions Tour
|    | Reiter                  | Doha | Madr. | St.Tr. | Valk.1 | Stoc. | Par. | Mon. | Ber. | Lond. | Valk.2 | Hamb. | Rom 1 | Rom 2 | Šam.1 | Šam.2 | Wertungs- punkte | Preisgeld (Bonus) |
| -- | ----------------------- | ---- | ----- | ------ | ------ | ----- | ---- | ---- | ---- | ----- | ------ | ----- | ----- | ----- | ----- | ----- | ---------------- | ----------------- |
| 1  | Peder Fredricson        | 27   | 29    | 40     | 28     | (25)  | –    | –    | –    | 40    | –      | –     | –     | 31    | 29    | 27    | 251              | 232.500 €         |
| 2  | Henrik von Eckermann    | 21   | –     | 37     | –      | 29    | –    | –    | –    | 19    | –      | –     | 32    | 28    | 28    | 40    | 234              | 150.000 €         |
| 3  | Olivier Robert          | (20) | 40    | –      | –      | –     | 24   | 26   | (20) | (20)  | 25     | 26    | 27    | 40    | 24    | (18)  | 232              | 97.500 €          |
| 4  | Ben Maher               | –    | (5)   | 27     | 40     | 20    | 40   | –    | –    | (18)  | –      | 32    | 19    | 32    | –     | 20    | 230              | 60.000 €          |
| 5  | Edwina Tops-Alexander   | (16) | –     | (16)   | 29     | 37    | 22   | 32   | –    | 27    | 35     | –     | (14)  | 24    | (17)  | 22    | 228              | 37.500 €          |
| 6  | Harrie Smolders         | –    | 16    | 32,5   | 33     | –     | –    | –    | –    | –     | –      | 40    | 35    | 27    | –     | 32    | 215,5            | 26.250 €          |
| 7  | Christian Ahlmann       | (7)  | 15    | 30     | –      | –     | (12) | (12) | 16   | 32    | 30     | 13    | 37    | –     | 37    | (9)   | 210              | 26.250 €          |
| 8  | Sergio Álvarez Moya     | –    | 32    | (8)    | –      | 21    | 29   | 28   | 40   | 17    | 13     | –     | –     | 23    | –     | –     | 203              | 15.000 €          |
| 9  | Spencer Smith           | –    | (9)   | (9)    | –      | 35    | –    | 33   | 30   | 22    | 10     | 20    | –     | 11    | 40    | –     | 201              | 15.000 €          |
| 10 | Marlon Módolo Zanotelli | –    | 33    | 20     | –      | 24    | –    | 18   | –    | –     | 31     | 17    | 18    | –     | –     | 37    | 198              | 15.000 €          |
| 11 | Denis Lynch             | –    | –     | –      | 17     | –     | 33   | 29   | –    | –     | (8)    | 33    | 20    | 20    | 26    | 19    | 197              | 15.000 €          |
| 12 | Max Kühner              | 26   | 22    | 18     | –      | –     | –    | 37   | (15) | 16    | 33     | 27    | –     | –     | 16    | (14)  | 195              | 11.250 €          |
| 13 | Bart Bles               | 33   | 30    | 13     | –      | 12    | (7)  | –    | 33   | –     | –      | 22    | 16    | –     | 31    | (9)   | 190              | 11.250 €          |

### Global Champions League
|   | Mannschaft          | Doha | Madr. | St.Tr. | Valk.1 | Stoc. | Par. | Mon. | Ber. | Lond. | Valk.2 | Hamb. | Rom 1 | Rom 2 | Šam.1 | Šam.2 | Wertungs- punkte |
| - | ------------------- | ---- | ----- | ------ | ------ | ----- | ---- | ---- | ---- | ----- | ------ | ----- | ----- | ----- | ----- | ----- | ---------------- |
| 1 | Valkenswaard United | 30   | 17    | 30     | 25     | 30    | 25   | 14   | 17   | 7     | 14     | 21    | 17    | 30    | 11    | 21    | 309              |
| 2 | Shanghai Swans      | 25   | 30    | 25     | 11     | 12    | 13   | 13   | 21   | 30    | 16     | 16    | 30    | 14    | 21    | 19    | 296              |
| 3 | Paris Panthers      | 11   | 21    | 14     | 14     | 17    | 10   | 30   | 30   | 17    | 21     | 30    | 25    | 13    | 12    | 11    | 276              |
| 4 | London Knights      | 9    | 19    | 21     | 19     | 16    | 9    | 12   | 15   | 25    | 30     | 17    | 16    | 9     | 19    | 17    | 253              |
| 5 | Berlin Eagles       | 21   | 15    | 11     | 8      | 21    | 12   | 11   | 25   | 14    | 25     | 19    | 7     | 15    | 25    | 15    | 244              |
| 6 | Prague Lions        | 15   | 6     | 19     | 17     | 19    | 14   | 17   | 16   | 19    | 11     | 8,5   | 19    | 17    | 6     | 25    | 228,5            |
| 7 | Monaco Aces         | 17   | 8     | 17     | 30     | 25    | 11   | 25   | 14   | 11    | 15     | 8,5   | 14    | 7     | 13    | 12    | 227,5            |

## Prague Playoffs
Zum dritten Mal wurde die GCT/GCL-Saison von einem Playoff-Turnier abgeschlossen. Nachdem das Turnier im Vorjahr nicht ausgetragen worden war, fand es wie im Jahr 2019 Ende November, konkret vom 18. bis 21. November 2021 in der tschechischen Hauptstadt Prag statt. Austragungsstätte der Prague Playoffs war die O2 Arena.
Im Rahmen der Veranstaltung wurden zwei Wettbewerbe ausgerichtet, die Global Champions League Playoffs und der Global Champions Tour Super Grand Prix.

### Global Champions Tour Super Grand Prix
Der Super Grand Prix war nicht Teil der regulären Global Champions Tour-Saison und hatte damit auch keine Auswirkung mehr auf die Gesamtwertung. Das Starterfeld der Prüfung umfasste entsprechend der Anzahl der Etappen der Saison 15 Reiter. Für die Prüfung qualifizierte sich jeweils der Sieger einer jeden Wertungsprüfung der Global Champions Tour. Soweit ein Reiter sich bereits bei einer früheren GCT-Etappe qualifiziert hatte, rückte jeweils der bestplatzierte noch nicht für den Super Grand Prix startberechtigte Reiter nach.
Für den Super Grand Prix waren folgende Reiter qualifiziert:
| - Niels Bruynseels (1. Platz Doha) - Olivier Robert (1. Platz Madrid) - Peder Fredricson (1. Platz Saint-Tropez) - Ben Maher (1. Platz Valkenswaard 1) - Scott Brash (1. Platz Stockholm) - Sameh El Dahan (2. Platz Paris) - Darragh Kenny (1. Platz Monaco) - Sergio Álvarez Moya (1. Platz Berlin) |  |  | - John Whitaker (2. Platz London) - Daniel Deußer (1. Platz Valkenswaard 2) - Harrie Smolders (1. Platz Hamburg) - Malin Baryard-Johnsson (1. Platz Rom 1) - Bryan Balsiger (3. Platz Rom 2) - Spencer Smith (1. Platz Šamorín 1) - Henrik von Eckermann (1. Platz Šamorín 2) |

Es handelte sich um eine Springprüfung mit zwei unterschiedlichen Umläufen mit Hindernishöhen bis zu 1,65 Meter. Die Prüfung begann am 20. November 2021 gegen 20 Uhr, ihr Preisgeld betrug 1,25 Millionen Euro. Malin Baryard-Johnsson schied bereits im ersten Umlauf aus. Der Sieg ging an Henrik von Eckermann und seinen Fuchswallach King Edward. Daniel Deußer kam mit seiner Stute Killer Queen nach einem Hindernisfehler im ersten Umlauf auf den sechsten Platz. Einen Springfehler im ersten Umlauf hatten auch Bryan Balsiger und Courage. Im zweiten Umlauf griff Balsiger an, dabei unterliefen drei weitere Springfehler, er beendete die Prüfung auf Rang 13.
|           | Reiter               | Pferd       | Strafpunkte | Strafpunkte | Strafpunkte | Zeit 2. Umlauf |
| 1. Umlauf | Reiter               | Pferd       | 2. Umlauf   | Gesamt      |             | Zeit 2. Umlauf |
| --------- | -------------------- | ----------- | ----------- | ----------- | ----------- | -------------- |
| 1         | Henrik von Eckermann | King Edward | 0           | 0           | 0           | 60,82 s        |
| 2         | Sergio Álvarez Moya  | Alamo       | 0           | 0           | 0           | 62,48 s        |
| 3         | Ben Maher            | Explosion W | 0           | 4           | 4           | 60,65 s        |
| 4         | Darragh Kenny        | Cartello    | 0           | 4           | 4           | 60,72 s        |
| 5         | Scott Brash          | Jefferson   | 0           | 4           | 4           | 62,00 s        |

(Plätze eins bis fünf von insgesamt 15 Teilnehmern)

### Super Cup (Global Champions League Playoffs)
Nach dem Saisonabschluss der Global Champions League 2021 fanden deren Play-offs statt. Alle 16 Mannschaften waren dort startberechtigt.
Die Auftakt bildete das Viertelfinale am 18. November 2021. Die besten vier Mannschaften der Saison brauchten dort nicht an den Start gehen, sie waren direkt für das Halbfinale qualifiziert. Aus den Teams der Plätze fünf bis 16 der Gesamtwertung 2021 wurden acht Mannschaften ermittelt, die sich für das Halbfinale qualifizierten. Somit konnten zwölft Teams im Halbfinale am Folgetag antreten. Die Hälfte dieser Mannschaften wiederum qualifizierte sich für die Finalprüfung am 21. November 2021. Dort wurde der Sieger des Super Cups ermittelt.
Anders als in den normalen Global-Champions-League-Etappen bestanden die Teams in allen Finalprüfungen nicht aus zwei, sondern drei Reitern je Team. Es gab dabei kein Streichergebnis.

#### Viertelfinale
Der Sieg im Viertelfinale ging an die St Tropez Pirates, die sich hier aus Olivier Robert, Daniel Deußer und dem 22-jährigen, in Vorjahren insbesondere bei den Weltmeisterschaften der jungen Springpferde sehr erfolgreichen Iren Michael Pender zusammensetzte. Mit einem Ergebnis von 14 Strafpunkten auf Rang acht gelang es dem Team Prague Lions um die Gastgeberin Anna Kellnerová eben so noch der Einzug in das Halbfinale.
|   | Team              | Strafpunkte | Zeit (s) |
| - | ----------------- | ----------- | -------- |
| 1 | St Tropez Pirates | 4           | 207,31   |
| 2 | Madrid in Motion  | 4           | 207,34   |
| 3 | New York Empire   | 5           | 208,79   |

#### Halbfinale
Das Halbfinale war sehr anspruchsvoll gebaut, kein Team kam mit einem Ergebnis von unter 17 Strafpunkten in das Ziel. Die Prüfung spiegelte dabei die Leistungen der stärksten Mannschaften der Saison wider: Die besten fünf Teams der Gesamtwertung fanden sich hier in nur geringfügig veränderter Reihenfolge auf den ersten fünf Plätzen wieder. Auf Platz eins kamen die Shanghai Swans, bestehend aus dem Erfolgsduo der ersten Etappen dieses Jahres – Christian Ahlmann und Max Kühner – ergänzt um Malin Baryard-Johnsson. Marcus Ehning, Peder Fredricson und Edwina Tops-Alexander kamen mit ihren Pferden auf Rang zwei. Die Berlin Eagles als Team des Stalls Beerbaum, bestehend aus Ludger Beerbaum, Christian Kukuk und Philipp Weishaupt, erreichte den vierten Rang.
Die Sieger des Viertelfinals schieden im Halbfinale aus, nachdem Daniel Deußer hier wenig glücklich mit 20 Strafpunkten ins Ziel gekommen war. Auf Platz neun verpassten die Miami Celtics ebenso den Finaleinzug. Während Maurice Tebbel nur einen Zeitstrafpunkt erhalten hatte, erhielt sein Teamkollege Andrzej Opłatek 21 Strafpunkte.
Wie bereits im Viertelfinale, so wurde auch im Halbfinale das Preisgeld in gleichen Teilen auf die zwölf gestarteten Teams verteilt. Die Summer war gegenüber 2019 spürbar gesunken, in dieser Prüfung wurden 1.440.000 Euro ausgeschüttet.
|   | Team                | Strafpunkte | Zeit (s) |
| - | ------------------- | ----------- | -------- |
| 1 | Shanghai Swans      | 17          | 216,88   |
| 2 | Valkenswaard United | 17          | 218,58   |
| 3 | London Knights      | 18          | 219,10   |

#### Finale
Obwohl es weiterhin seinen Status als höchstdotierte Springprüfung der Welt behielt, schlugen sich die erschwerten Rahmenbedingungen der COVID-19-Pandemie auch auf das Finale des Super Cups nieder. Das Preisgeld halbierte sich fast und betrug 2021 noch rund 3,5 Millionen Euro, davon 1,2 Millionen Euro für die siegreiche Mannschaft.
Bei der Finalprüfung handelte es sich um eine Springprüfung mit zwei unterschiedlichen Umläufen. Nach dem ersten Umlauf lag überraschend die Gewinnermannschaft des Halbfinals mit 31 Strafpunkten auf dem letzten Platz, die im Halbfinale zweitplatzierten Valkenswaard United folgten auf dem vorletzten Platz. Als einzige Mannschaft mit weniger als zehn Strafpunkten lagen die London Knights in Führung. Die aus den Philippaerts-Zwillingen und Emily Moffitt bestehende Mannschaft gelang im zweiten Umlauf das Meisterstück, als einziges Team komplett ohne Fehler zu bleiben. Damit konnten sie sich ungefährdet den Sieg sichern.
|             | Team                | Reiter/Pferde                                           | 1. Prüfung  | 2. Prüfung | 2. Prüfung  | Gesamt   | Gesamt |
| Strafpunkte | Team                | Reiter/Pferde                                           | Strafpunkte | Zeit (s)   | Strafpunkte | Zeit (s) |        |
| ----------- | ------------------- | ------------------------------------------------------- | ----------- | ---------- | ----------- | -------- | ------ |
| 1           | London Knights      | Olivier Philippaerts mit Le Blue Diamond v't Ruytershof | 5           | 0          | 75,02       | 7        | 223,02 |
| 1           | London Knights      | Emily Moffitt mit Winning Good                          | 1           | 0          | 74,66       | 7        | 223,02 |
| 1           | London Knights      | Nicola Philippaerts mit Katanga vh Dingeshof            | 1           | 0          | 73,34       | 7        | 223,02 |
| 2           | Paris Panthers      | Harrie Smolders mit Monaco                              | 5           | 4          | 73,79       | 18       | 222,15 |
| 2           | Paris Panthers      | Darragh Kenny mit Cartello                              | 4           | 0          | 74,12       | 18       | 222,15 |
| 2           | Paris Panthers      | Gregory Wathelet mit Nevados S                          | 1           | 4          | 74,24       | 18       | 222,15 |
| 3           | Berlin Eagles       | Christian Kukuk mit Checker                             | 9           | 0          | 76,37       | 22       | 224,70 |
| 3           | Berlin Eagles       | Ludger Beerbaum mit Mila                                | 1           | 4          | 74,59       | 22       | 224,70 |
| 3           | Berlin Eagles       | Philipp Weishaupt mit Coby                              | 4           | 4          | 73,74       | 22       | 224,70 |
| 4           | Madrid in Motion    | Marlon Módolo Zanotelli mit Grand Slam                  | 5           | 0          | 75,06       | 23       | 220,82 |
| 4           | Madrid in Motion    | Mark McAuley mit Jasco vd Bisschop                      | 9           | 4          | 74,61       | 23       | 220,82 |
| 4           | Madrid in Motion    | Maikel van der Vleuten mit Beauville Z                  | 5           | 0          | 71,15       | 23       | 220,82 |
| 5           | Valkenswaard United | Marcus Ehning mit Stargold                              | 12          | 0          | 72,30       | 37       | 220,80 |
| 5           | Valkenswaard United | Edwina Tops-Alexander mit Fellow Castlefield            | 9           | 12         | 74,47       | 37       | 220,80 |
| 5           | Valkenswaard United | Peder Fredricson mit Catch Me Not S                     | 0           | 4          | 74,03       | 37       | 220,80 |
| 6           | Shanghai Swans      | Christian Ahlmann mit Dominator Z                       | 5           | 0          | 74,54       | 39       | 221,60 |
| 6           | Shanghai Swans      | Malin Baryard-Johnsson mit Indiana                      | 13          | 4          | 72,47       | 39       | 221,60 |
| 6           | Shanghai Swans      | Max Kühner mit Elektric Blue P                          | 13          | 4          | 74,59       | 39       | 221,60 |